# Jean Asselin
Pour les articles homonymes, voir Asselin.
Jean Asselin, né à Cherbourg en 1705 et mort à Paris le 11 janvier 1756, est un religieux français.
Asselin s’adonna à la prédication et devint le meilleur prédicateur de son diocèse. À l’âge de quarante-huit ans, des considérations d’amitié le décidèrent à se fixer à Paris où son talent ne fut pas moins apprécié que dans sa province.
Il fut appelé à prêcher devant le roi, mais peu de temps après, il mourut subitement en descendant de la chaire.
Il avait composé, en 1756, une réfutation de la thèse de l’abbé de Prades, ouvrage resté à l'état de manuscrit.

## Sources
- Adrien Pluquet, Bibliographie du département de la Manche, Caen, Massif, 1873, p. 11-2.